# 保美濃山
保美濃山（ほみのやま）は、群馬県藤岡市の大字。

## 歴史

### 縄文時代
保美濃山では縄文時代の保美濃山遺跡が確認されており、縄文土器や土製耳飾りなどが出土している。しかし保美濃山遺跡は下久保ダムの建設により水没してしまっている。所在地は保美濃山字向沢774から746だった。

### 中世

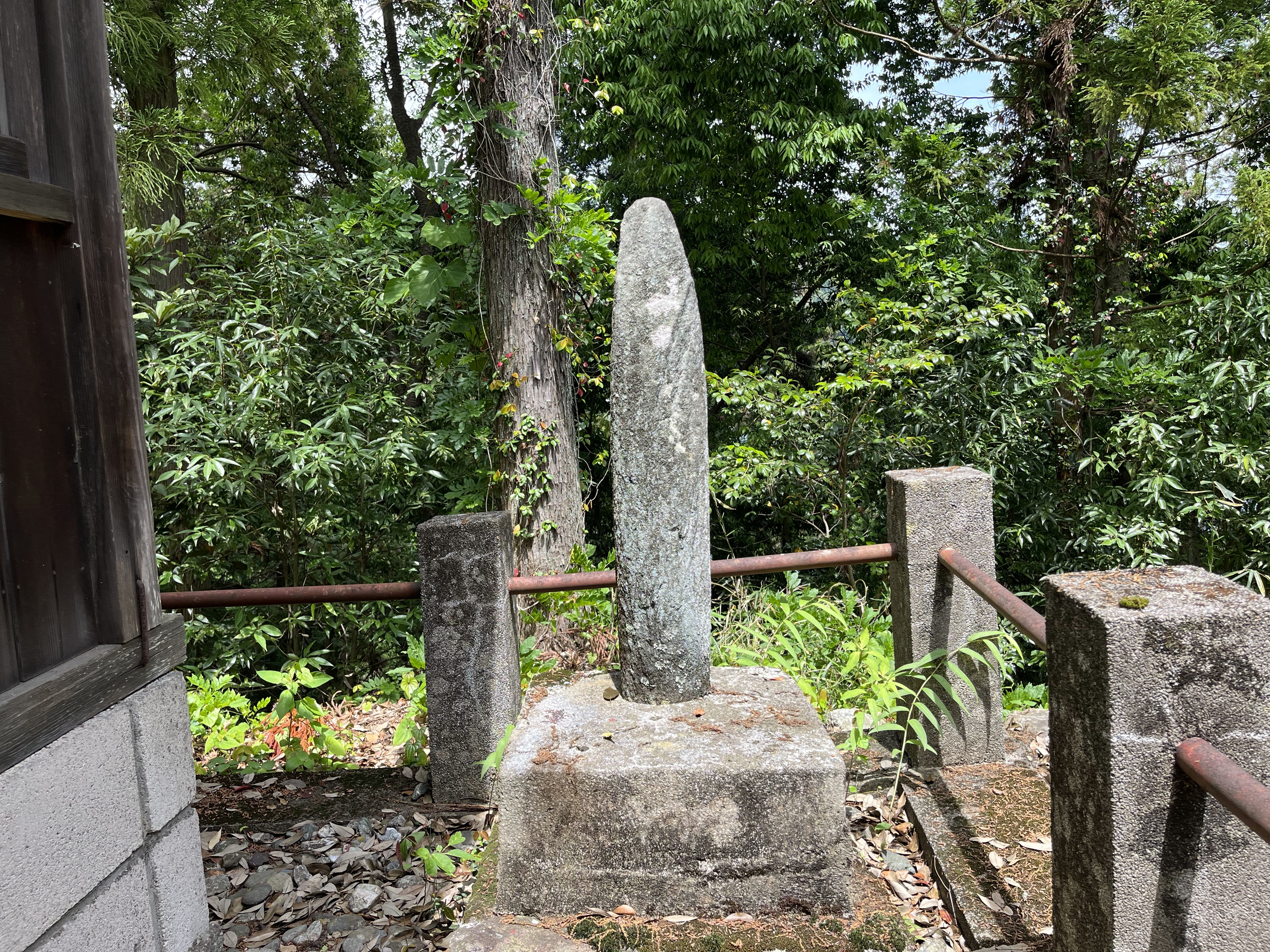
抜鉾神社境内にある板碑

中世期、鬼石町では寺と共に板碑が多く建立され、保美濃山でも南北朝時代の板碑が確認されている。板碑は1362年のもので銘文は「貞治」。保美濃山抜鉾神社に建立されている。また鎌倉時代の銅鏡「菊花双雀鏡」が1955年（昭和30年）に保美濃山字犬目の寺地付近の地中から発見されている。寺の焼け跡と推測されている。径11cmの銅鏡で、同年11月に群馬大学教授尾崎喜左雄が命名した。

### 近世

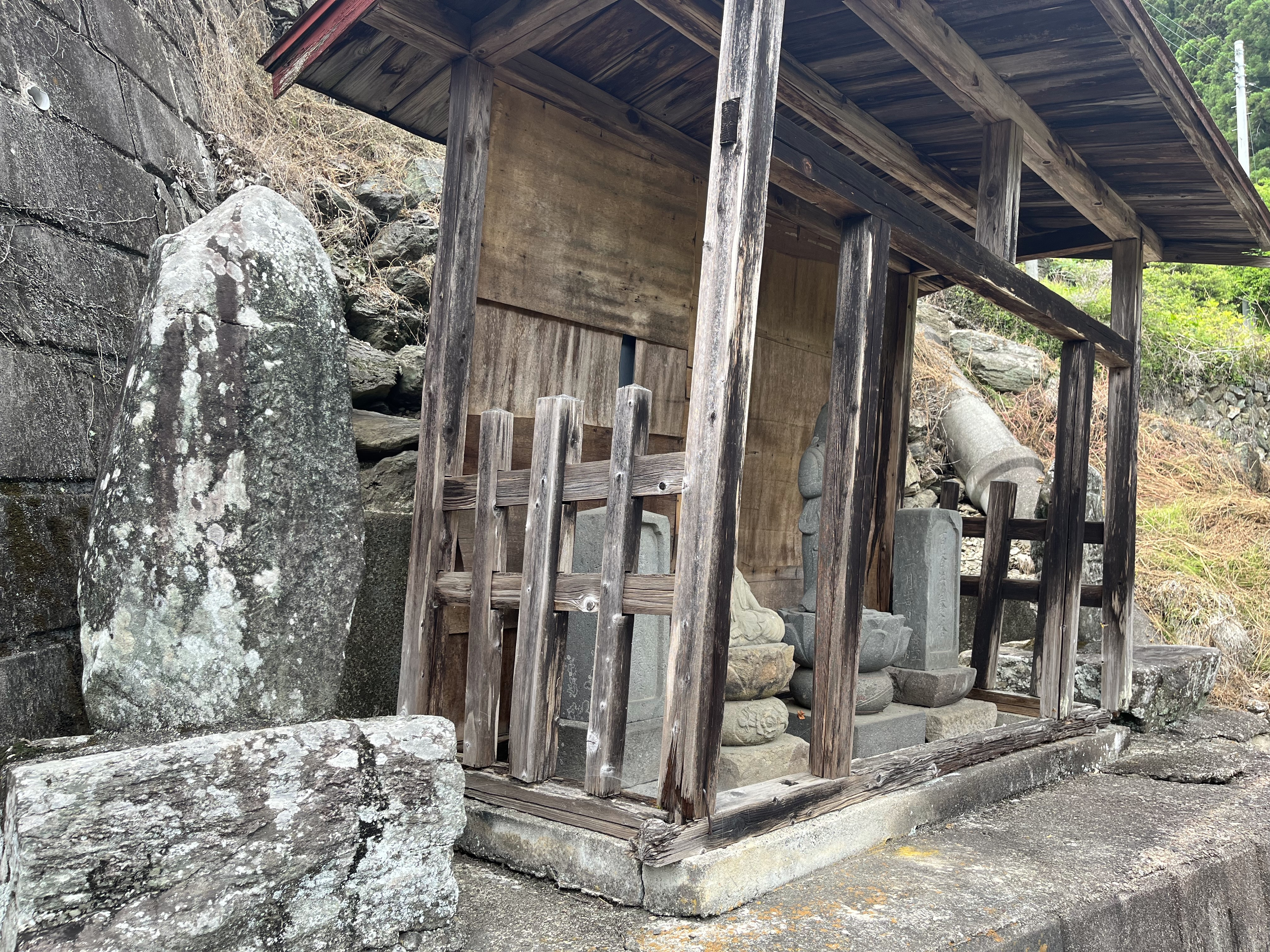
集落内にある石造物

保美濃山や近郷の荒地に関する記録が残っていて、1737年（元文2年）の荒畑は81石1斗で村高305石4斗1升5合であったから、実に村高の26.6％が荒畑という状況だった。その為保美濃山村から、近郷の坂原村・譲原村同様に、年貢減免願が出されている。 尚、1702年（元禄15年）の元禄郷帳でも村高は同様だった。
1783年（天明3年）、浅間山の天明大噴火は7月に入ると猛烈な勢いで噴き上げる噴煙により、武州・上州一帯に広がり降灰量は1、2寸から数尺に及ぶような状況だった。保美濃山のあった多野郡や吾妻・碓氷・甘楽郡一帯は噴煙が上空をかすめたため、最も降灰が多く、農作物の被害が甚大だった。この時の保美濃山からだされた「夫食貸下願」によると、保美濃山の惣人数654人のうち蓄えのある者は30人しかおらず、実に村人の95.4%にあたる624人が食料の窮乏を訴えていた。
近世の貢租制度において、田畑に課せたれた年貢の本途物成の他に、雑税として小物成や課役があった。鬼石地区ではこの小物成の中で漆年貢が大きな特色で、漆年貢の記録がいくつか残っており、保美濃山でも「保美濃山村外漆上納仕法につき願」が確認されている。
鬼石地区には五街道の1つ中山道の脇街道十石街道（別名山中街道）が通っていたため、保美濃山村もこれに関連して助郷村となることが度々あり、時には増助郷を課されることもあった。増助郷に関しては、1864年（文久4年）1ヵ年で新町宿への593人の人足が割り当てられている。1861年（文久元年）に和宮親子内親王が下向した際は、非常に大規模な助郷となり坂本宿（現安中市松井田町）に伝馬人足だけで24,500人余りが集まった。これは幕末期の公武合体論実現のため和宮親子内親王を将軍徳川家茂へ降嫁することに反対した水戸浪士など尊王過激派へ厳重な警戒が必要だったため、これほどまでに大規模となった。こういった状況下にあったため、厳しい取り締まりが行われ、安中藩ではあらゆる住民の外出を禁止し、親類・縁者であっても客を止めないことなどの注意書きが回されたほどだった。安中藩ほどではなかったが、鬼石地区でも和宮下向に際し関東御取締御出役から下知状が出され、保美濃山村にも文書が回ってきた。ここでは「火の元は入念にし、無宿者や乞食が出回らないよう見回ること」「悪徒や不審者などは取り押さえ、疑わしい人は留置しておくこと」「大盗人など留置できないときは、速やかに申し出ること」との旨の三箇条が伝えられ、刻付を持って村々に回されていた。この下向による助郷では、保美濃山村に人足43人と宰領2人の計45人が割り当てられた。
近世中期以降普及をみた寺子屋は、保美濃山でも確認されている。寺子屋の期間は慶応年間（1865年〜1867年）から1872年（明治5年）の間で、名称の記録はなく飯島米松を師匠としていて、約10人の弟子がいた。教室は同氏の住宅が利用されていた。

#### 打ち壊し未遂事件
1861年（万延2年）2月29日、神流川沿いの山村の農民560人余りが、徒党を組み鬼石の商店の打ち壊し、俗にいう「世直し騒動」に出るという事件が起きた。当事件では保美濃山村の農民も参加していて、鬼石の穀屋や酒造屋が狙われた。しかしこの騒動の情報をいち早く手に入れた譲原村名主宗左衛門は、満福寺をはじめた近隣の8ヵ寺の住職を世話人とし、徒党一団を満福寺に刺し留めた。そこで望みを聞き出し、大酒大食のもてなしで鎮めて打ち壊しは未遂に終わった。未遂には終わったものの、これにより米麦など農民の要求したことはほぼ実現することとなった。

### 近代
1868年（明治元年）、新政府が上野国の旧幕府直轄地などをもって岩鼻県を設置。保美濃山村は甘楽郡に属し幕府直轄地だったため、岩鼻県に属すこととなった。1871年（明治4年）10月、当時現群馬県域に9県が配置されており、これは行政を多岐にするため統合することとなり、東毛三郡を除く地域が県を1つにして群馬県が誕生。以降、保美濃山は群馬県に属すこととなった。1872年（明治5年）5月27日、行政上の区画として大小区制を実施することに決まり、保美濃山村は譲原村・坂原村と共に第15大区第9小区に属した。大小区制導入に伴い、村役人として置かれていた名主・年寄・百姓等は廃止され、新たに戸長が村の自治を担うこととなった。この時、保美濃山村の戸長として選出されたのは新井文吾だった。
1884年（明治17年)5月7日、戸長が公選制から任命制に改られた。これには当時の明治政府にとって好まれなかった自由党員（地方・地域の有力者が多かった）を行政機関から排除し、上位下達に役立つ人物を選任する政治的意図があった。また、これを機に最末端の行政単位（村）を広げた連合村が作られるようになる。鬼石地区では、北では日野村連合ができ、南に位置した保美濃山村は譲原村・坂原村と合わせ保美濃山村連合を結成。
1888年（明治21年）4月、政府が市町村制を公布。翌年3月4日、群馬県では群馬県令第19号をもって、県下郡町村の区域名称を改定。旧来の町村名を大字にして、そのうちのいくつかの大字を合わせて新しい町村名が付けられた。これにより譲原村・保美濃山村・坂原村が合併し美原村が誕生。尚、当初は新村名を「東甘良村」として上申したものの否認されている。以降、1954年（昭和29年）に鬼石町と合併するまで、大字保美濃山は美原村に属す。
美原村で最初に自転車に乗ったのは、保美濃山の新井亀重とされ、その時の領収書があり1908年（明治41年）8月1台の代価が55円也とあった。鬼石町戸塚芳谷堂自転車部より購入した。

#### 保美濃山における秩父事件
秩父事件は、1884年（明治17年）10月31日から10日間に渡り展開された農民蜂起事件。当事件には、保美濃山の者も参加したとされている。事件当時は「秩父暴動」と呼ばれたが、今日では「秩父事件」と呼ばれ、秩父困民党による自由民権運動の激化事件という見方をされている。1881年（明治14年）以降、松方財政のデフレ政策が社会に深刻な経済不況をもたらし、農民の生活が極度に窮乏してゆく社会情勢にあった。その一方で、板垣退助による自由党の結成と自由民権運動が不況下の日本に広がりつつあった。秩父盆地の農民たちも、当時の社会情勢の例外でなく生活に困窮していて 、合法的な手段として嘆願陳情を試みたものの、思うような結果を得ることができなかった。そんな中、1884年（明治17年）5月13日に起きた妙義山麓の群馬事件に秩父の農民が強く刺激され、政治闘争に戦術を転換し「秩父困民党」を結成。同年11月1日、困民等による困民軍ともいえる数千の農民が、吉田（現秩父市下吉田）の椋神社に集まり、二個大隊に分かれ行動に踏み切った。秩父大宮郷の郡役所を占領し、ここに困民軍本部を設置。その勢いのまま、埼玉県庁・裁判所・警察を立て続けに襲撃し占領した。しかし、これを鎮圧しようと動いた官憲と軍の力には抗しきれず、困民軍は十石街道を経て南佐久へ敗走。南佐久にまで伸びてきた国家権力に困民軍はあえなく潰えた。以上が秩父事件の概要であるが、これに各面で保美濃山も関わっている。
1884年（明治17年）10月31日午後、蜂起に参加する日野村連合の寅吉隊が保美濃山連合地域を通過。その後寅吉隊は、一気に東部坂原を通過。途中、連合村用掛高瀬幾太郎の家のそばを通っている。足拵えのしっかりした男の集団が村の中を通った様子は、たちまち坂原村の人々の話題になり、この事が保美濃山村の連合戸長役場へ報告された。この時報告したのは、後に美原村長を務める甘楽屋又吉（黒沢又吉）で集団の1人兵吉から「死を決して蜂起に参加する」と聞いたので、この旨を伝えに行った。尚、到着した時には、既に用掛高瀬幾太郎宅から寅吉隊の事が報告されていた。これに対し戸長役場では速やかに対策が協議されることとなり、連合戸長新井村二、用掛新井喜平治（保美濃山）、高瀬幾太郎（坂原村）、新井治平（譲原）、筆生金沢常太郎、前保美濃山村戸長新井文吾が招集され、甘楽屋又吉も参加した。この協議において新井村二等は「暴徒から戸長役場を守ること、秩父の各地に情報収集者を派遣すること、村民を暴徒に参加させないために禁足（外出の禁止）すること、明朝（11月1日朝）に保美濃山村の重立（中心人物）たちを集めて役場の防衛の手筈を整えること等が」直ちに決められた。そして、11月1日早朝には保美濃山村の重立15名で役場防衛隊を組織。
時を同じくして、11月1日午前6時、万場分署長の命を受け巡査奥田栄が保美濃山に向かい万場を出発。彼が、秩父事件に当たって、最初に保美濃山村連合に入った警官だった。尚、両地の距離は約20km。恐らく奥田巡査が戸長役場に到着したのは、午前10時過ぎとされていて、その時には既に戸長や重立ら15名での会議が行われた後だった。奥田巡査の出張報告書には「村二に会い状況の実否を確かめ、暴徒は今にも保美濃山村連合地域へ侵入しそうな状況だったため、戸長新井村二などと防衛の方法を相談をした」とあり、これは翌2日に行われた伍長も含めた会議の内容が主眼だったと考えられている。奥田巡査は一度鬼石町に行った後、同日の午後7時頃に鬼石巡査派出所松村茂三郎、特務巡査福岡種二郎、川権八とともに保美濃山に戻り、村の警備にあたった。彼ら警官が恐れていたのは、西南上州の人民が蜂起して秩父に合流することだった。地理的に保美濃山村連合は南は矢納村・石間村・上日野村などの暴徒の住処に接していて、神流川のみが隔てるだけだったため、保美濃山村は当事件における群馬県警の最前線出張所の役割を果たすこととなった。そのため11月2日以降、夥しい数の警官が当村に滞留または通過していて、警官隊が入る度に保美濃山の村人は使役として動員された。
11月2日の正午、保美濃山村連合全体の伍長と有力者が集まり、少なくとも数十人以上が集ったであろう、会議が行われた。この会議では前日の協議で決まったことをさらに具体的に、「①蜂起に参加しないこと。参加すれば近いうちに後悔すること。②許可なく外出しないこと。止むを得ず外出しなけらばいけない場合は、伍長の許可を受け、役場から旅行券を貰って行くこと。③ご用人夫として外出する場合も例外ではないこと。」という徹底した禁足が指示された。こうして連合戸長新井村二は、村内の有力者達を掌握し、役場の指示が連合村々全体に行き渡る体制を整えた。また11月1日付で戸長役場用掛新井治平から、鬼石出張先の郡役所書記宛に「実景上申」をもって今回の出来事について報告している。そのため11月1日午後に鬼石町に入った郡吏の滝上と高山は、翌2日には保美濃山に入り状況調査をして甘楽屋に一泊。彼らが11月2日夕として竹内郡書記に提出した報告書には「あたかも戦地にいるよう心地で、今夜は安眠できそうにない」との旨が書き記しされていて、ここから当時の状況の深刻さがわかる。
このように戸長新井村二などの尽力により、農民の禁足を徹底し蜂起への参加を防ごうとしたものの、保美濃山村連合の村々からも参加した人物がいた。坂原村の農民が多かったが、保美濃山からも参加したと思われる人物も1名いる。前述した全戸長の新井文吾だ。事件以前より保美濃山連合村の村々では、自由民権運動の発展に必要な思想的武装において、小学校教員と地元自由党幹部との熱烈な懇談があり、これがのちの秩父事件に関係したとされている。この地元自由党員の1人に保美濃山の新井文吾があげられる。彼の名は1884年（明治17年）5月の群馬県自由党員名簿にも連なっていて、入党年月日は1882年（明治15年）12月26日とある。新井文吾は新井平蔵の養子のような関係にされた上で保美濃山の副戸長家に婿入りした男で、元々小幡藩出身の藩士。秩父事件の頃から行方不明になり、大分月日が経った後に家族と連絡がとれたといい、秩父事件に参加した可能性のある人物とされている。また孫の新井業僖（のぶよし）も文吾について「藩士だった文吾は、明治維新後、縁あって法久の新井平蔵に寄食中に人物を見込まれ弟分として入籍。保美濃山で代々名主を務めた新井家の俊五郎に男子がいなかったため、娘と婿として結婚。秩父事件後、行方をくらましようやく帰ってきたのは赤ん坊だった子供が4歳になっていた頃だった」とのことを語っている。前述したように、新井文吾は11月1日に行われた協議の中心人物であったが、どのタイミングで離脱し蜂起に参加したか、また本当に参加したのかは明らかになっていない。

### 現代

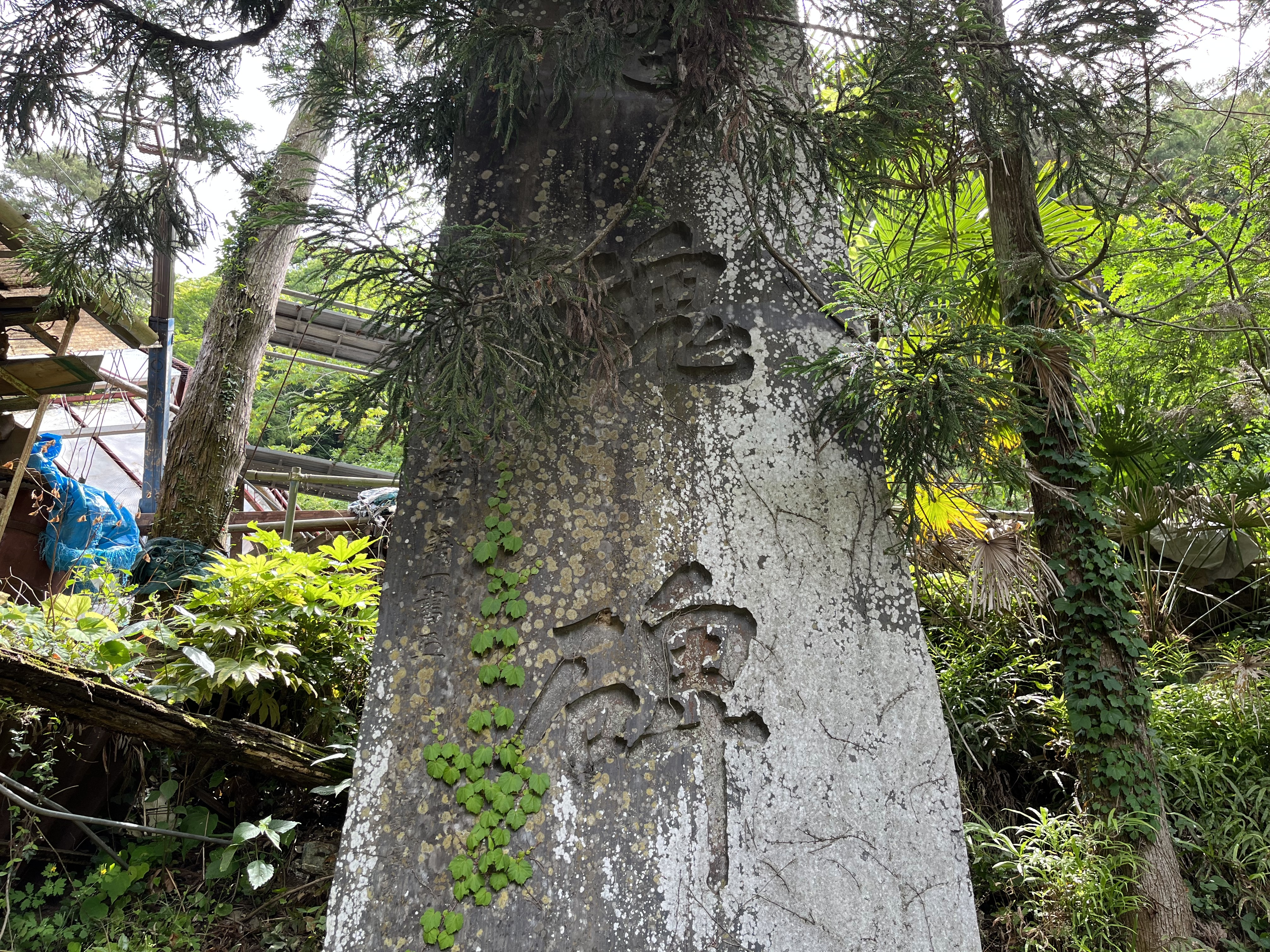
忠魂碑

1954年（昭和29年）10月1日、鬼石町・三波川村・美原村が合併し鬼石町が誕生。大字保美濃山は鬼石町に属すこととなる。
1951年（昭和26年）3月31日、保美濃山簡易郵便局が保美濃山2017番地に開局。集配局（鬼石郵便局）を通じ、郵便・書留・速達・切手やハガキなどの販売・振替為替国民年金の受払い等の事務を行なっていた。尚、電報は取り扱っていなかった。

## 下久保ダム

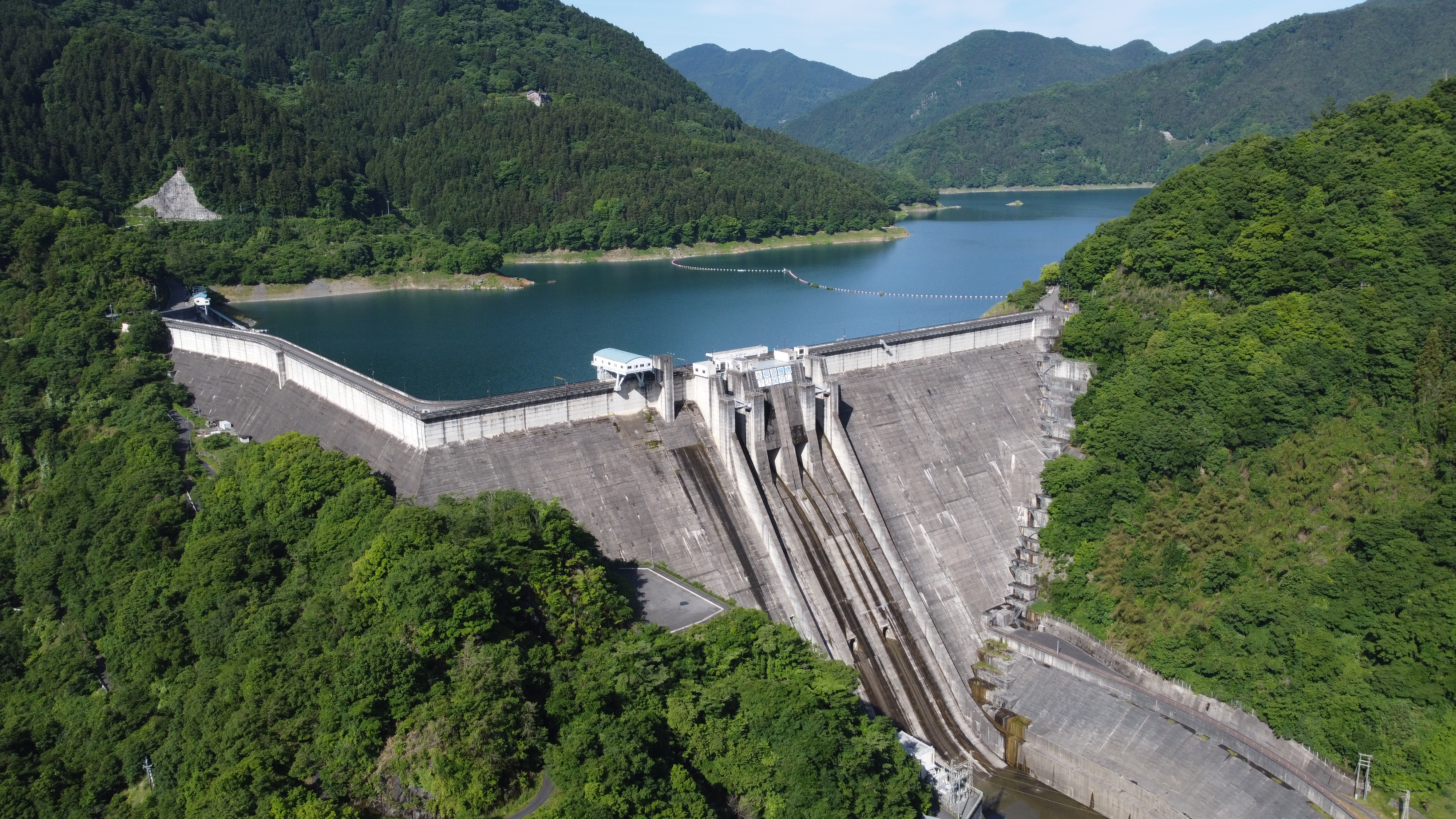
保美濃山に位置する下久保ダム

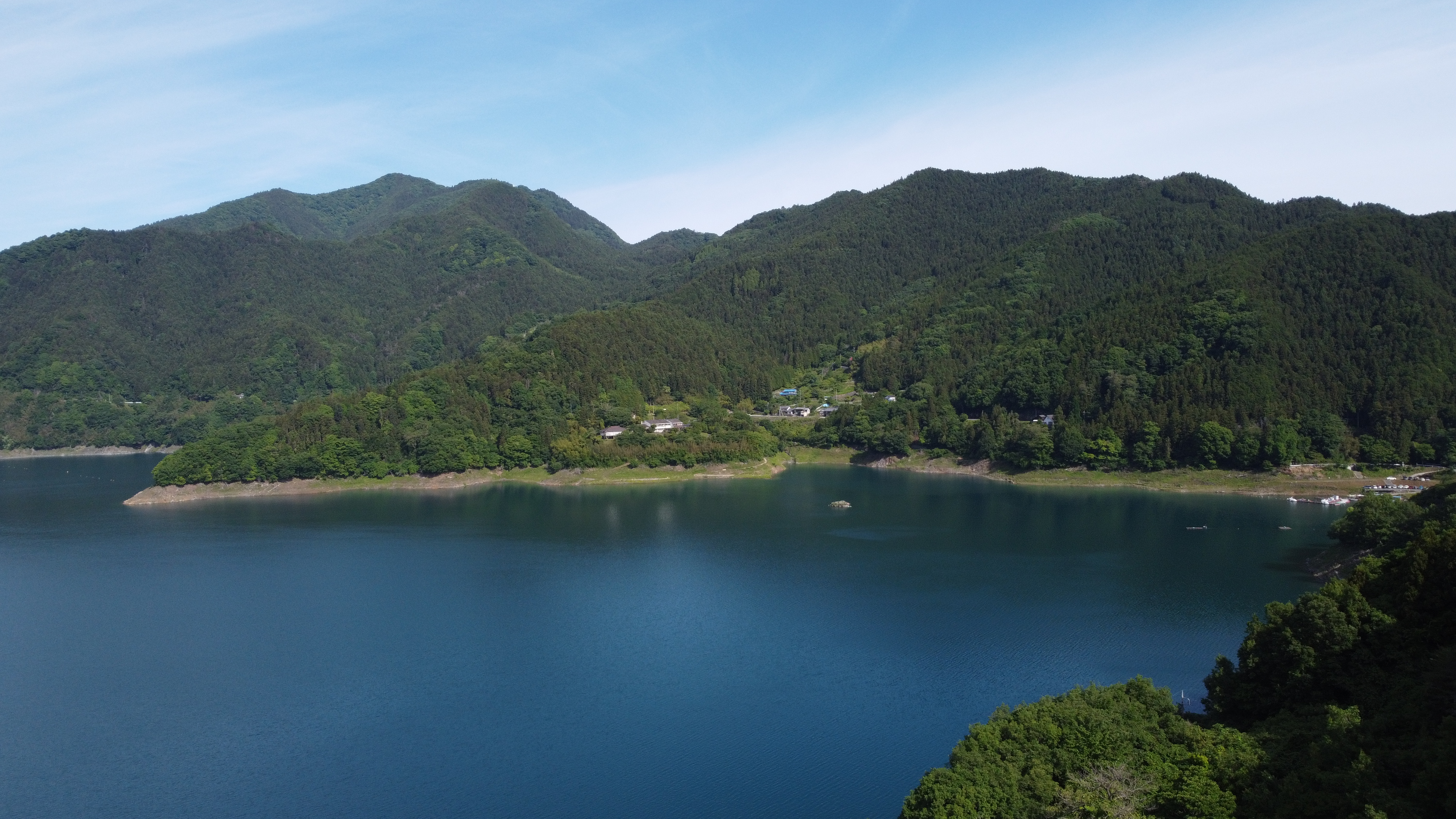
神流湖

利根川水系の群馬県地方は、以前より台風の度に各河川とも記録的出水があり、本支川ともに洪水で破堤や越堤が繰り返されていた。これに対し1959年（昭和34年）4月、利根川支流神流川の洪水調節水・水道用水・灌漑用水の補給と発電等を目的とし、建設省の直轄施行として調査事務所開設しダム建設工事に着手した。尚、1962年（昭和37年）の水資源開発促進法の施行に伴い、下久保ダム建設は水資源開発公団の事業として引き継がれている。当初ダム建設用地として、現在地点の上流案とここから500m下流の栢ヶ舞付近の下流案の2箇所が候補にあがった。しかし下流案には、地質調査の結果左右両岸の風化が著しい点、下久保集落が約30戸水没するため追加買収が必要な点、天然記念物の三波石峡の大半が水没する点などがあり、それに対して上流案は十分対処できるとの見解から上流案に決まった。1964年（昭和39年）3月26日、本体建設工事に取りかかり、1968年（昭和43年）3月に主要構造物の建設が完了。引き続き管理所等の新設・付設工事が行われ、同年11月13日竣工式を挙行。1969年（昭和44年）1月1日より下久保ダム管理所が開設された。尚、当建設事業費は約205億円。また下久保ダム建設と共に群馬県は下久保発電所を別途に新設した。下久保ダム建設で水没する保美濃山・坂原両地域の神流川流域では、縄文時代の遺跡がいくつか存在するため、1967年（昭和42年）7月から翌年3月までの間、下久保ダム水没地埋蔵文化財調査委員会が発掘調査を実施。

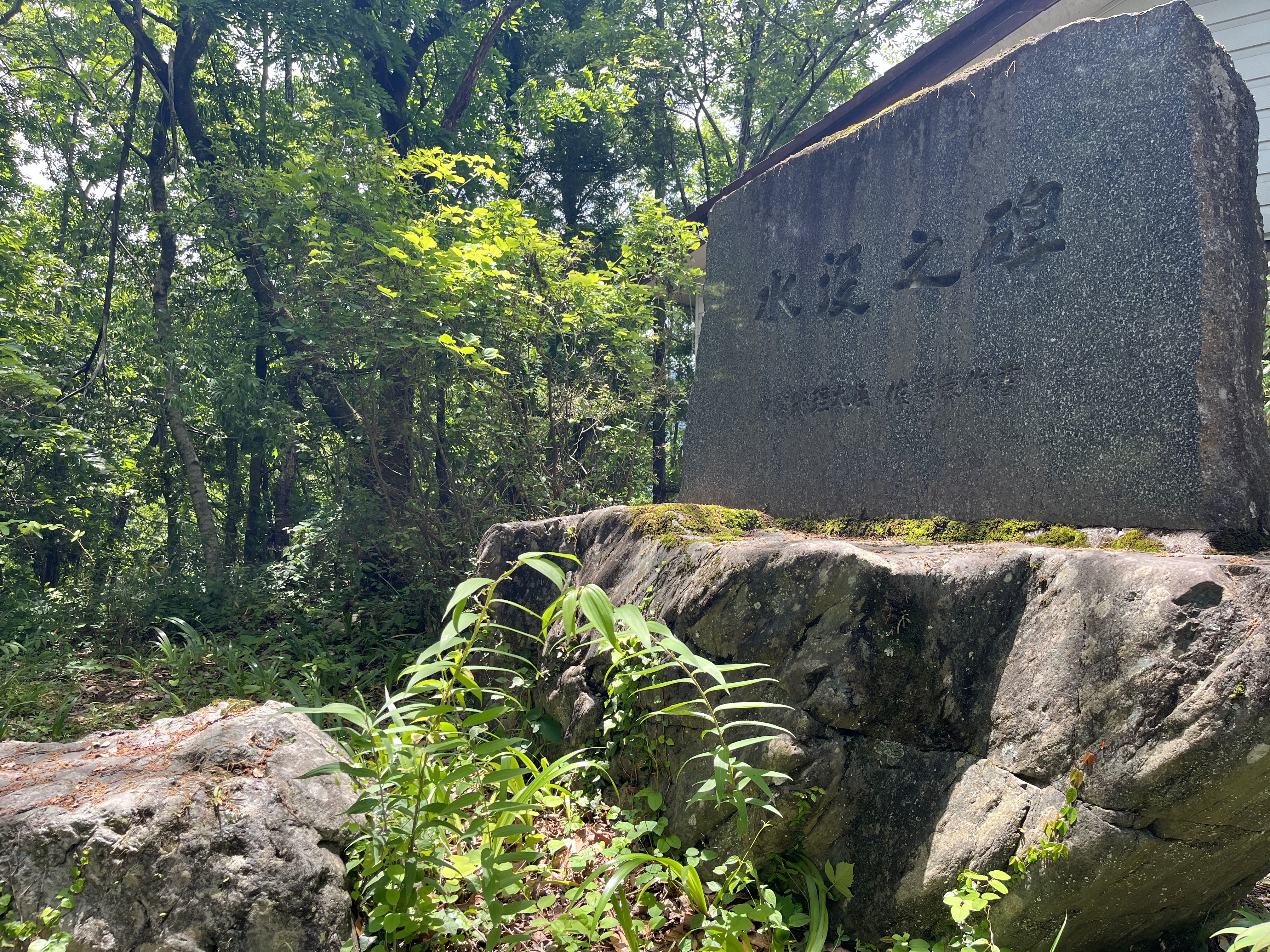
水没文碑

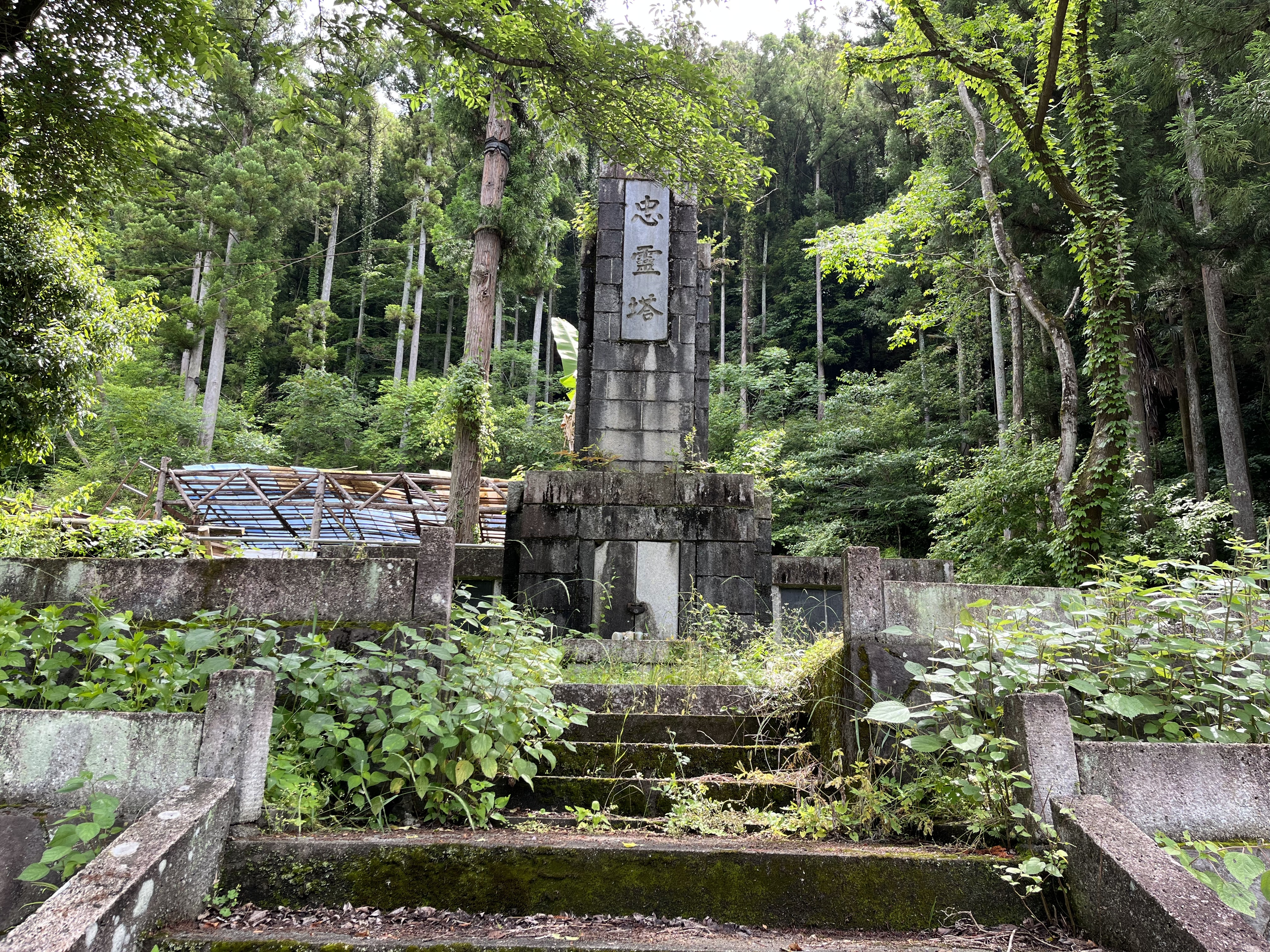
忠霊碑

また保美濃山にあった忠霊塔が水没するためダムサイド線わきに再建。1973年（昭和48年）5月15日、竣工祝賀式と追悼式が挙行された。ダムの本体建設工事に取りかかった年の、1964年（昭和39年）6月時点で保美濃山の水没家数は120戸で、内43戸が残存、92戸が村外へ移住する予定だった。

## 文化
保美濃山周辺の地域における葬礼は、仏式と神葬祭がかなり広範囲で入り混じっている。この神葬祭は明治時代に仏式から変わったとされるが、変化の理由について古老も明瞭に記憶しておらず、特殊な信仰現象として神葬祭になったのではなく、一種の流行として変化したとされている。これに関して、元々当地方には各部落ごとに1つの寺院があったため、そこが葬祭の役を担っていたが、明治以降、部落当りの人口が少数となり寺院を維持できなくなったため、神葬に代わったのではないかという説がある。保美濃山3区（夜沢・田之畑・坂元・寺原・江下平・向沢・新宿・前間）では、坂元と向沢は仏葬で、他は神葬。明治以降は神職が司祭して来たものの、昭和中期頃は神職がいなくなった為、葬式の際は天理教の教会に依頼していた。

## 教育

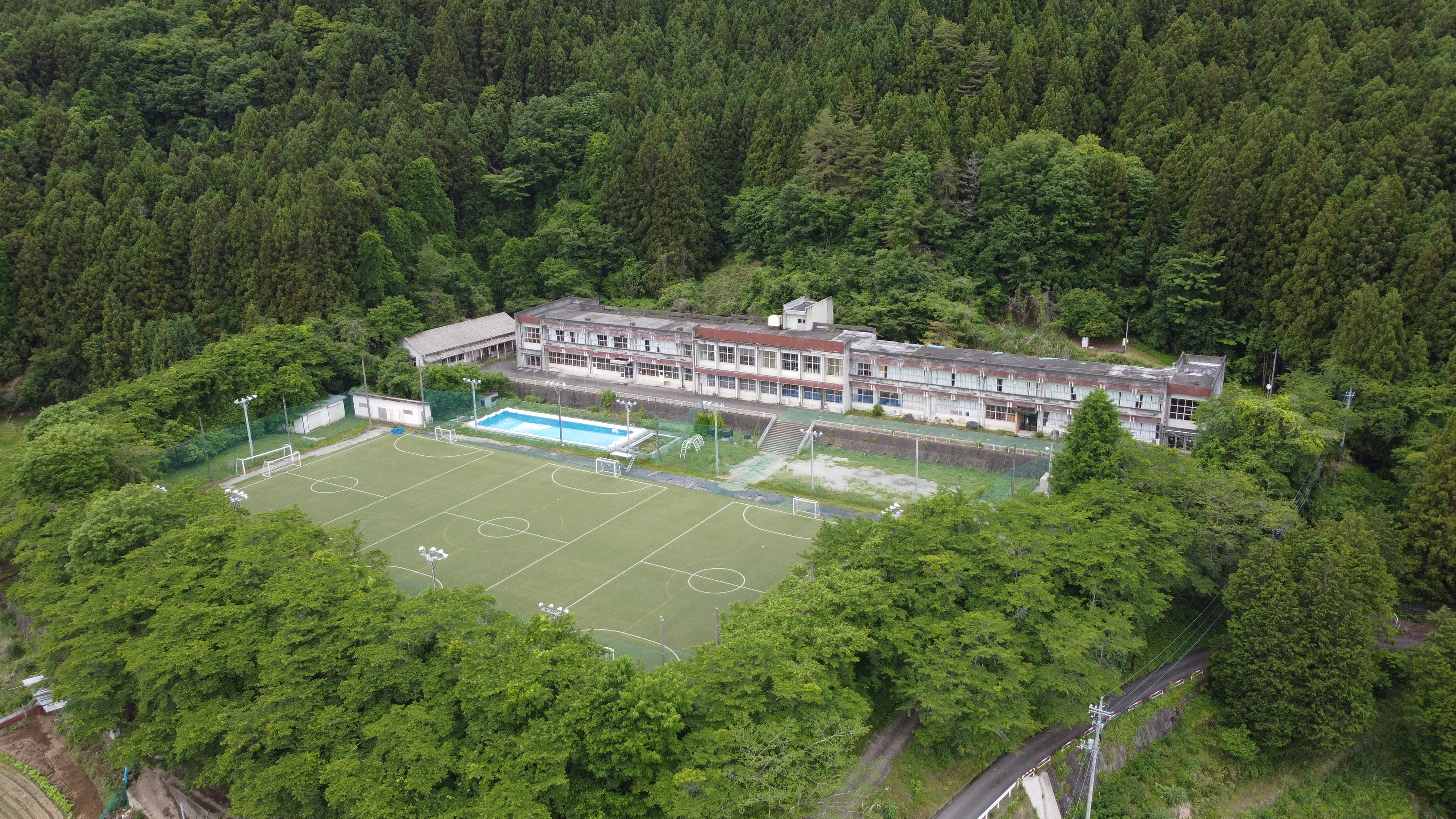
校舎跡

歴史節でも前述したように、慶応年間（1865年〜1867年）から1872年（明治5年）の間、保美濃山にも寺子屋があった。名称はなかったものの、飯島米松を師として10名ほどの弟子を抱えていた。米松の孫勘一によると、寺子屋の師匠であった米松は農業を本業とする傍ら、瓶付け油の製造・販売をしていて、他に副戸長の要職にあった。そんな中、農閑期などの合間を縫って児童を集めて塾を開設。教育内容は読み・書き・算盤だった。休み時間には石投げをしたり、食事を共にするなど児童との距離が近かったという。また米松が秩父の道場に入門し習った剣道い、弟子達に教えたとされている。

### 美原小学校・中学校
1771年（明治8年）に創立した小学校で、その後何度かの変遷を経て、1926年（大正15年）木造二階建ての校舎が、県道沿い坂原地各区の石垣の上に建築された。卒業生として政治家の新井京太や日本紙工社長高橋次雄等を輩出している。中学校は1947年（昭和22年）に設置された。

## 神社仏閣・名所

### 抜鉾神社

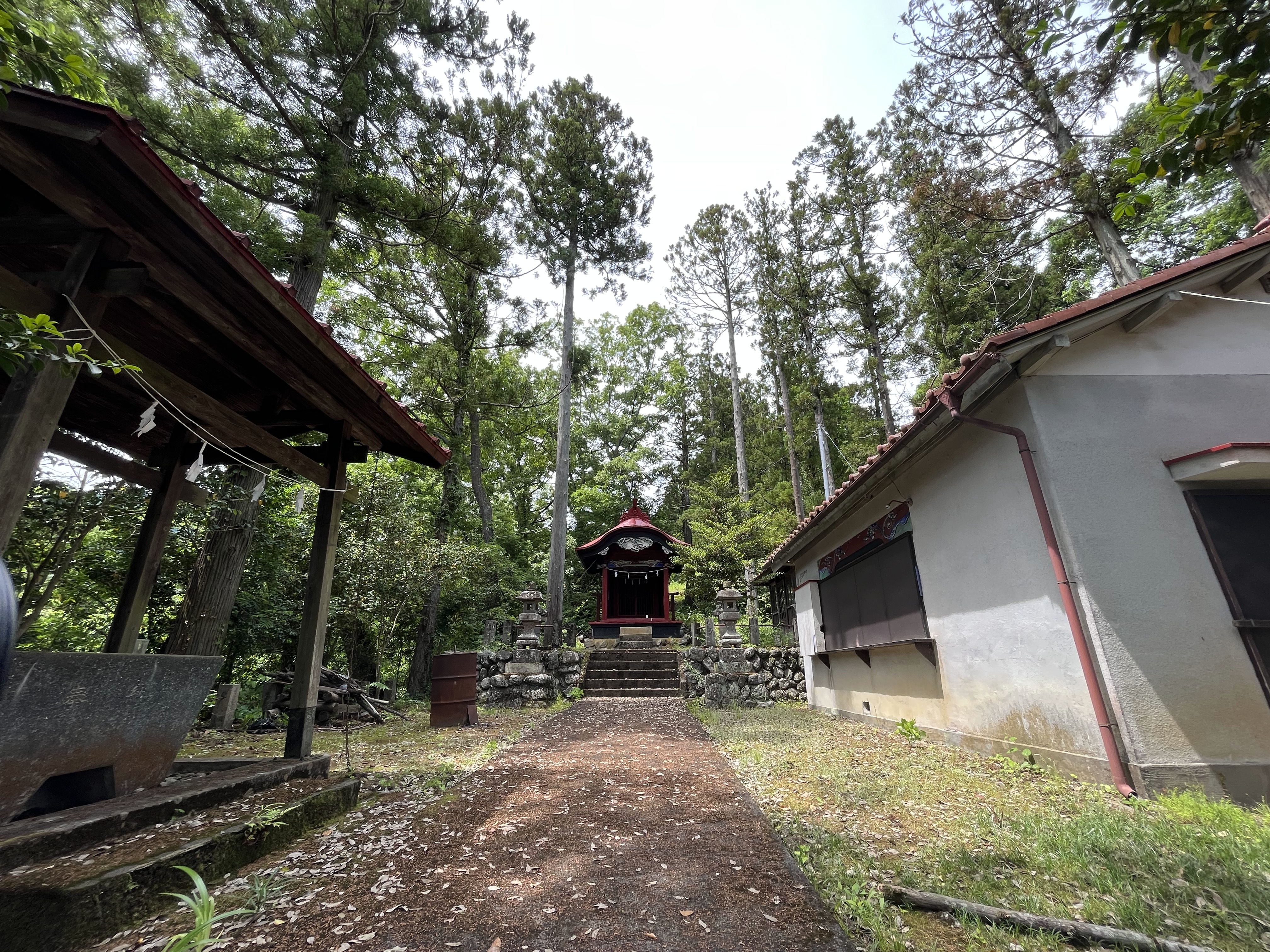
抜鉾神社の境内

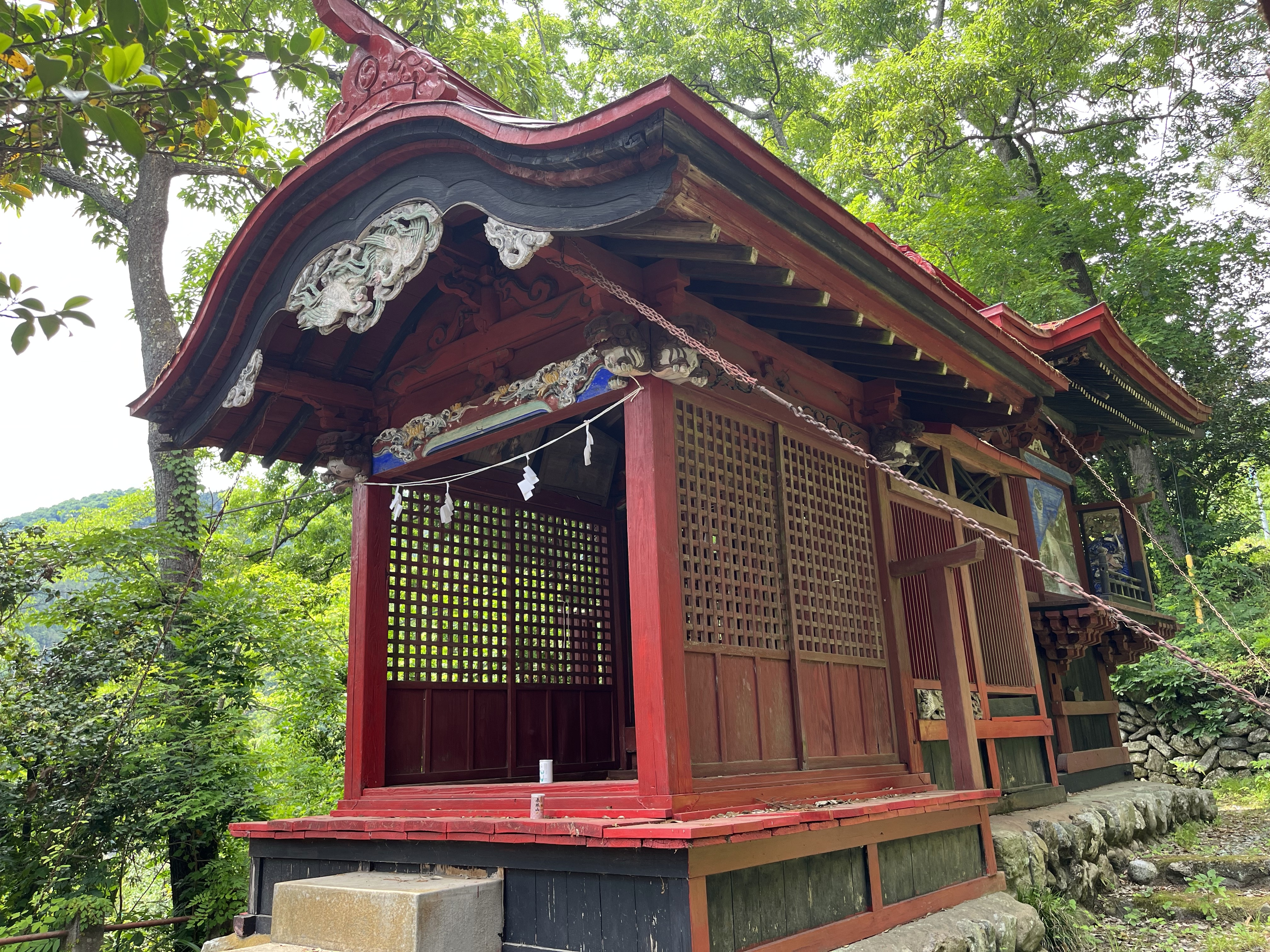
抜鉾神社

地内にある神社で祭神は経津主命、祭日は4月15日と10月15日。本殿の建築は古くないものの、内装に中世に造られたものがいくつかある。中備の蟇股は室町末期、中心の飾りの様式は安土桃山時代以前のもので、輪郭の肩の張りと脚のふんばり脚端は桃山時代に造られたものとされている。

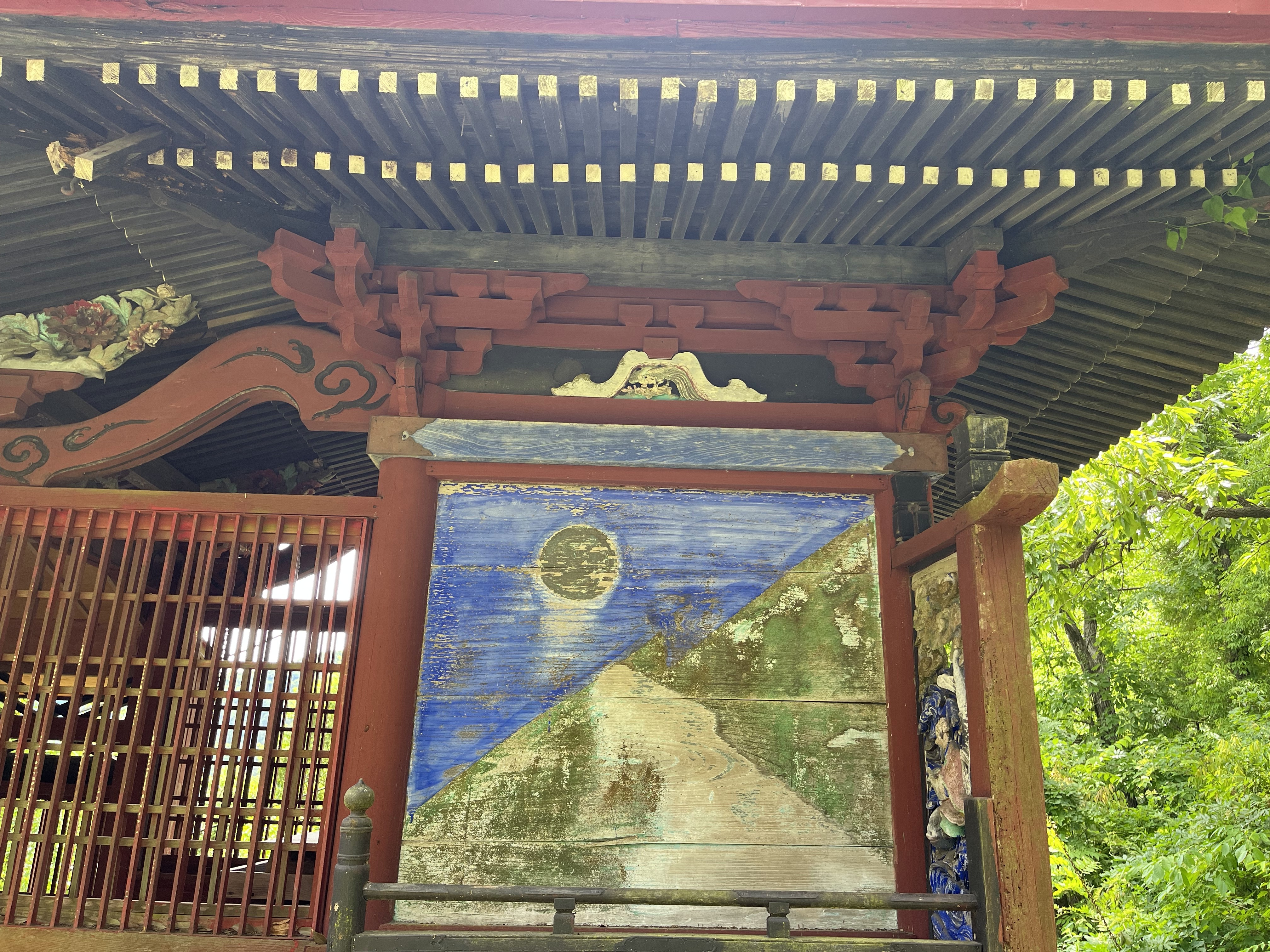
抜鉾神社の蟇股

拝殿は正面の軒唐破風の兎の毛通しの裏に墨書銘があり、これにより神山和泉守が1828年（文政11年）に建立したと分かる。尚、本殿に関しては未詳。1871年（明治4年）5月に太政官布告により定められた旧神社制度では、資格の最下位にあたる無格社とされている。

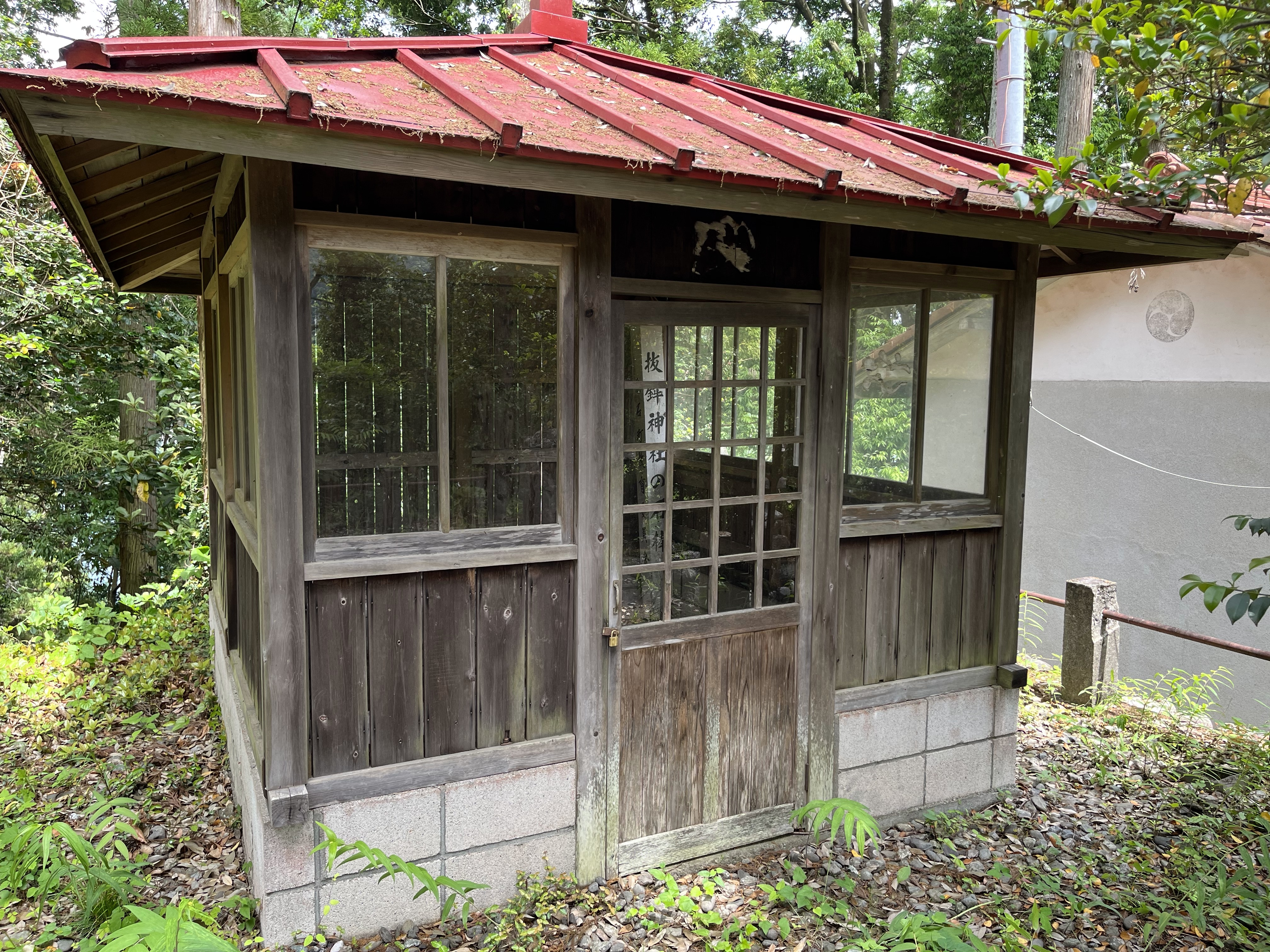
境内にある縄文住居跡

境内には縄文時代住居跡の一部が移転復元されている。また中世の板碑も同様に移転されている。当神社の神様の特徴は稲を嫌うこと。むかし神様が稲の穂で目を突かれたと言い伝えられたため、保美濃山では太平洋戦争中まで稲を作らなかった。

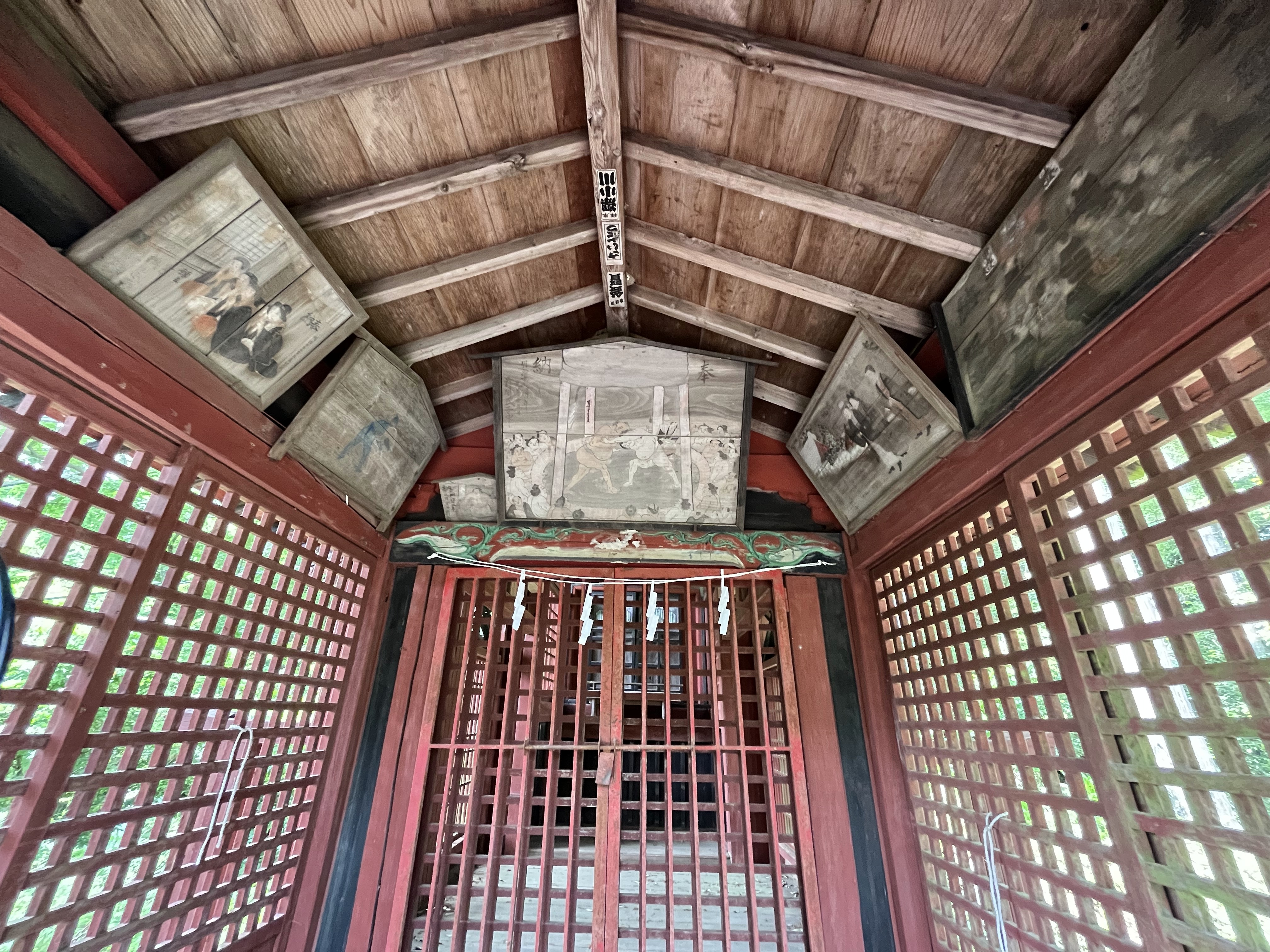
抜鉾神社の絵馬

明治初期ごろから、当神社の秋祭りの際に買相撲が奉納された。抜鉾神社の神は相撲を好むとされていたため、江戸時代よりこの言い伝えを守り、神楽と共に奉納相撲が盛んに行われていた。大正末期ごろから買相撲は行われないようになり、若者や子供による素人相撲に変わったいった。また、大正年間ごろには神楽殿を使用し買芝居も上げられたいた。

### 天理教保美分教会
1895年（明治28年）12月28日、大字保美濃山に設立された分教会で例祭日は毎月8日。1965年（昭和40年）10月、下久保ダム建設に伴い大字鬼石244-3に移転。創立者は川田喜代。当地方における天理教の布教は、1889年（明治22年）3月に新町（現高崎市）にあった日本橋大教会上武分教会から開始し、1895年（明治28年）11月に地方庁の許可を受けた。

### デーラボッチの足跡
昔、デーラボッチと呼ばれる巨人が、城峯山から神流川を一跨ぎで保美濃山へ渡った。その際、峠の石に掴まって立ったので、その石がくびれて島田髷の形になったので、その石が島田石と呼ばれるようになり、そこを島田峠と呼ぶようになった。その島田峠の上方に「ダーラボッチの足跡」と呼ばれる石灰岩の露頭があるという。

### 貞治・康応の板碑
抜鉾神社南参道に位置する板碑。南北朝時代のもので1362年（貞治元年）と1389年（康応元年）のもの。元々、水没地にあったが移転された。南北朝時代の建立で、どちらも北朝の元号。無銘のものと合わせて6枚あり、いずれもほぼ同年代。

### 水没の碑
抜鉾神社境内にある下久保ダム建設の部落水没記念碑。題字は当時の総理大臣佐藤栄作が書いた。1968年（昭和43年）に建設された。

### 長谷川秋子句碑
長谷川秋子句碑は、1973年（昭和48年）4月、鬼石町観光協会・長谷川秋子句碑建設委員会よって建立された石碑。保美濃山神奈湖畔の忠霊塔隣に位置する。高さ110cm、幅80cmで三波石で造られた。

### 神流川
保美濃山に接する下久保ダムを通る利根川水系の川で流路延長は81km。群馬、埼玉、長野の県境にある三国山（1828m）に発し、最終的に利根川右支川の烏川と合流する。流域では保美濃山遺跡など数多くの縄文時代の遺跡が確認されている。

### 諸松城跡
地内にある城跡。古老によると、天正の頃（1573年〜1591年）に上杉の家臣本間佐渡守がこれを築き、上杉氏のために偵察の役を務めたと云う。

### 藤岡警察署保美濃山警察官駐在所
ダム建設前は美原農協の隣に位置していたが、その後保美濃山2009番地に新築移転した。

## 産業

### 美原農業協同組合
元々、埼玉県神川村渡瀬の原製糸が生糸を集めるために産業組合を設立し、それが甘楽社の美原組（保美濃山所在）と坂原組（坂原所在）となり、その後合併。そこに譲原村が加わり、美原農業協同組合ができた。下久保ダム建設に伴い水没するため、1965年（昭和40年）新築移転。昭和中期ごろで組合員が320名。

## 人物

### 飯島米松（不明-1895年）
保美濃山の教育者、事業家。幕末期から明治初期にかけて寺子屋の師匠を務めた。孫は美原村長、美原中学校長を歴任した飯島勘一。勘一の証言によると下記のような人物だった。学問に優れていて、特に和算を得意としていて三角法にも精通していた。そのため明治初年には村の地図測量にもあたっている。また丈夫な体に生まれ、その裏付けとして、一反の反物では着物ができなかったとの逸話も残っている。他にも体重が重かったことから通常の下駄ではすぐすり減ってしまった。そのため鍛冶屋に金属製の下駄の歯を作らせたのだが、下駄が重くなるので鼻緒づれを防ぐため鹿の皮を用いたと云う。また創造性が高く、そのエピソードの一つに小豆水車の発明がある。米松の家の横を流れる沢水の水量が少なかったため、水の代わりに小豆を落下させ永久に回転させるというもの。しかし、水車小屋として使用されていた小屋は、のちに神社の社殿として利用され、ダム建設に伴い水没したため、現存しておらず構造の詳細は不明となっている。商業面でも手広く商いを営んでいて、林業や輸出を目的とした養種業・製糸業も行っていた。また研究熱心であったため、月に1〜2回前橋市の総社町明神様に行き、教えを受けていたとされ、他にも秩父小沢口の辺見氏や馬庭の樋口氏の道場で剣道を習い、弟子たちに教えていたという。

### 新井京太（1887-1969年）
保美濃山出身の政治家。父松三郎と母奈加の長男として、1887年（明治20年）5月20日誕生。小学校卒業後しばらくの間は、大工職の父の仕事を手伝いながら、青年会の役員となり広い家で幻燈会などを催していた。母が病身のため医者になろうと17歳で上京。建設業に従事しながら苦学した。1926年（大正15年）、自立し綾瀬に製材所を持ち事業を発展させる。次第に人望を得ていくと、1932年（昭和7年）11月、居住地の足立区千住町より推され町議会議員となり、1942年（昭和17年）まで3期、続いて区議会議員を1期務めた。その後、1943年（昭和18年）から1952年（昭和27年）まで都議会議員を3期、1952年（昭和27年）から衆議院議員を3期当選。衆議院議員時代には自民党代議士として行政管理庁政務次官も務め、1963年（昭和38年）政界を引退。尚、1954年（昭和29年）5月、功労により藍綬褒章を、1965年（昭和40年）5月には勲四等旭日章を受章している。1969年（昭和44年）5月19日、83歳で没す。翌日に特使が差遣され、正五位勲三等瑞宝章が追贈された。また生前の功績を讃え、有志が東京に胸像を建設した。元美原村長の飯島勘一によると、庶民のため奔走したエピソードとして「新井宅に来る人で、食べ物がなくて困っているという話をすれば、自身の米びつが空になるまで与えた」といものがあるという。

## 交通
保美濃山地内の県道架設の橋

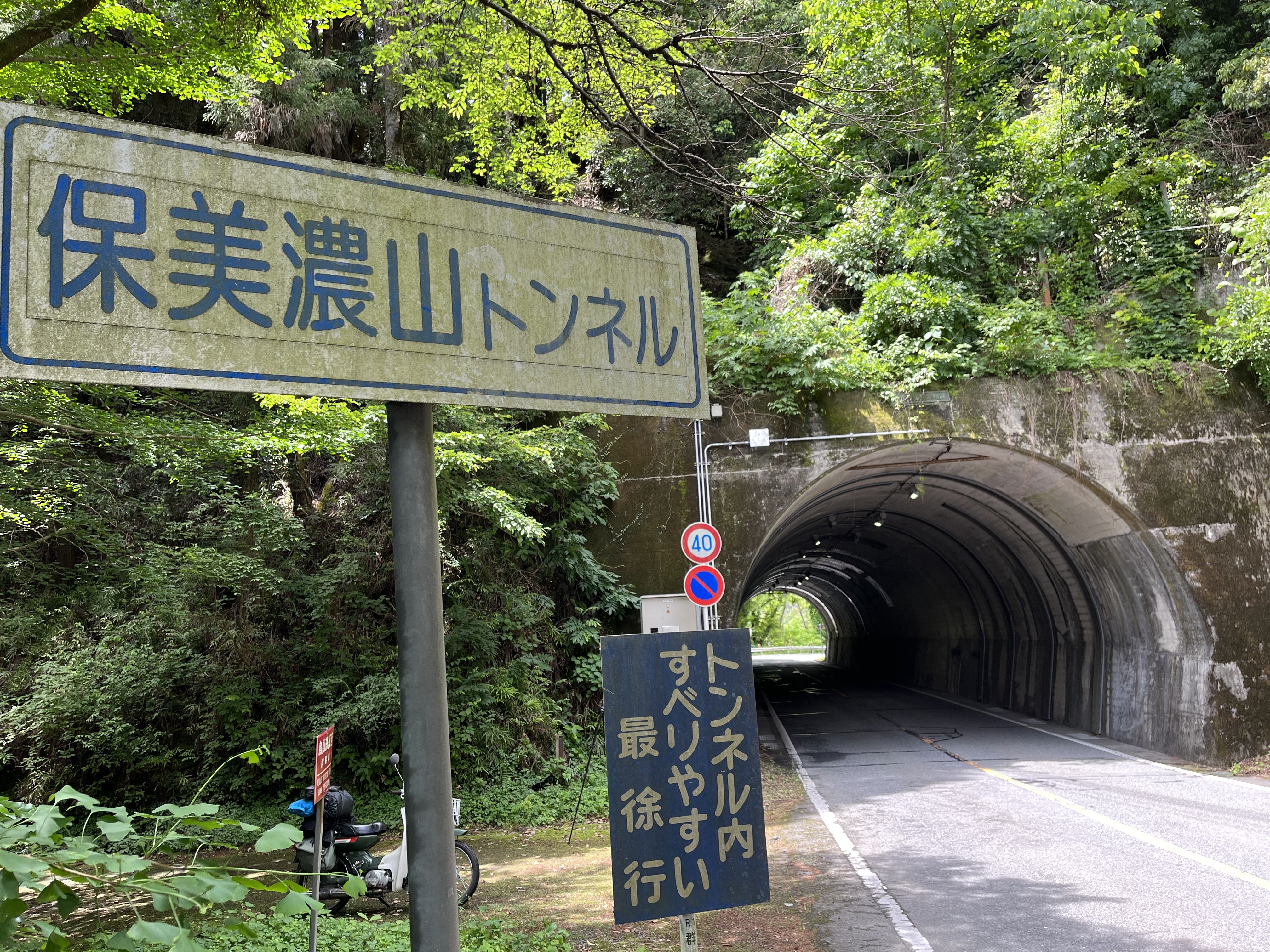
保美濃山トンネル

・坂元橋　河川名：坂元沢　橋長：2860cm  幅員：600cm
・滝の沢橋　河川名：滝の沢　橋長：1040cm 幅員：660cm
・東沢橋　河川名：東沢　橋長：1140cm 幅員：750cm

### 鬼石-中里線（主要地方道）

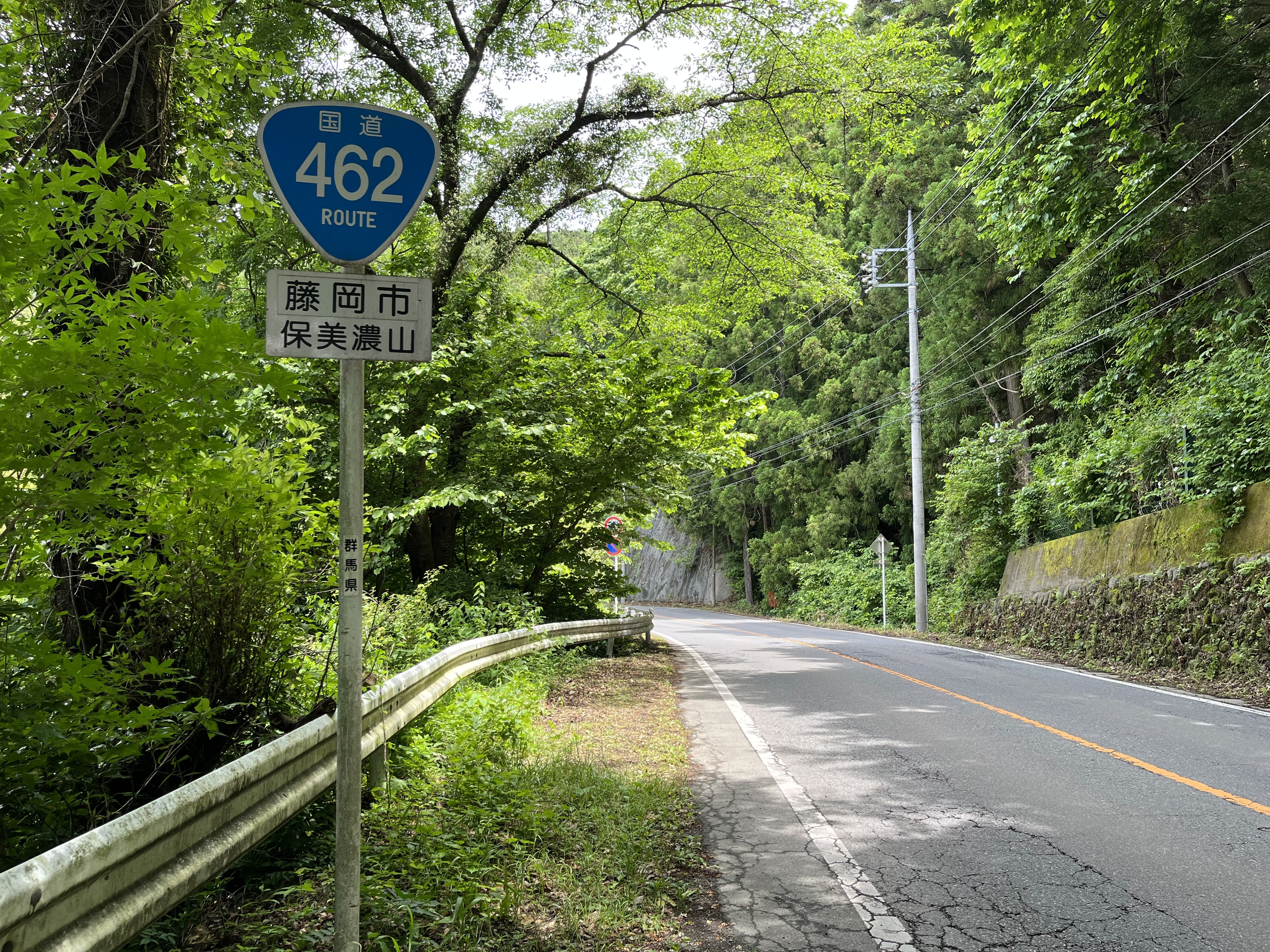
国道462号

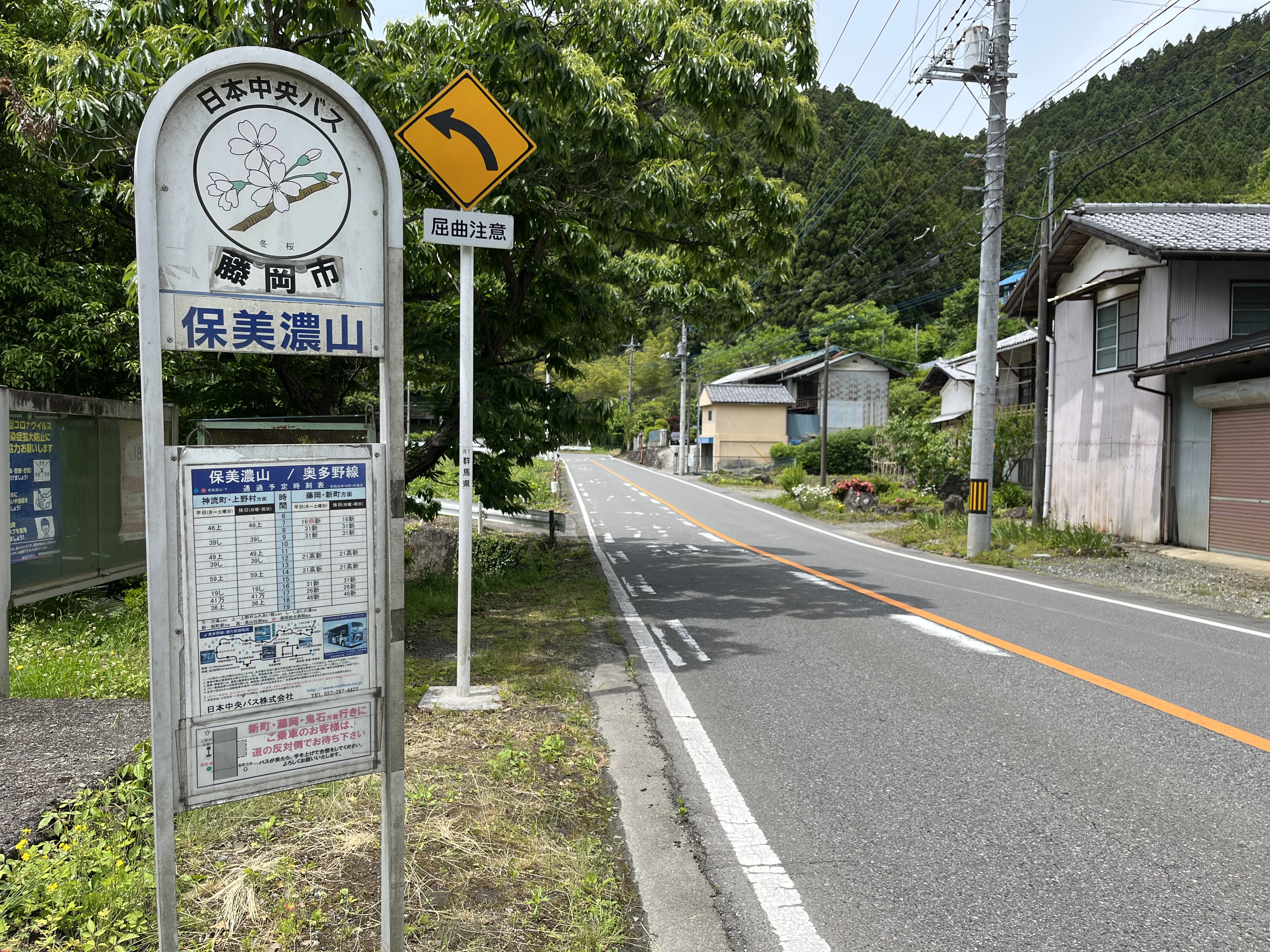
保美濃山バス停

昭和34年度、ダム建設に伴い水没するため付け替え工事の路線測量が行われる。